# شیگئو شینگو
شینگئو شینگو (انگلیسی: Shigeo Shingo؛ ۱۹۰۹ – ۱۹۹۰) یک مهندس، نویسنده، و اقتصاددان اهل ژاپن بود.